# Møn

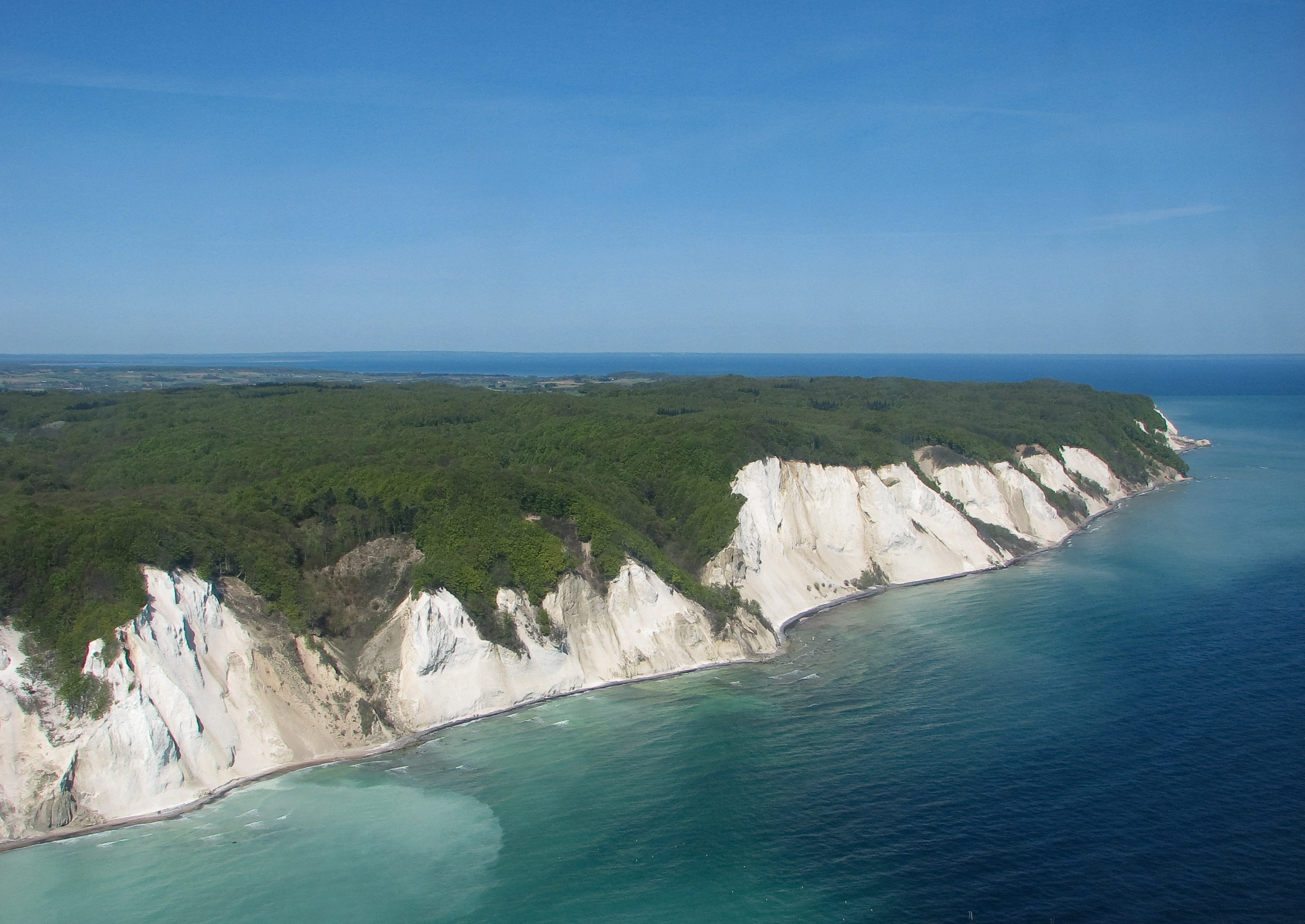
Útes na ostrově

Møn je ostrov na jihovýchodě Dánska. Až do 1. ledna 2007 to byla samostatná obec, ale po sloučení s bývalými obcemi Langebæk, Præstø a Vordingborg je nyní součástí obce Vordingborg. Sloučením vznikla obec o rozloze 615 km, kde žije 46 307 lidi (2015). Møn patří do regionu Sjælland.
Tento dánský ostrov je jedním z nejoblíbenějších turistických cílů Dánska s útesy bílé křídy, krajinou, písečnými plážemi a trhovým městem Stege.

## Biosférická rezervace UNESCO
Od června roku 2017 ostrov Møn je biosférickou rezervaci UNESCO, která se skládá z velkého množství ostrovů a ostrůvků v jižním Baltském moři na ploše o velikosti 45 118 ha.
Na ostrově je spousta lesů, luk, mokřadů, pobřežních oblastí, rybníků a příkrých kopců.

## Poloha
Møn se nachází u jihovýchodního cípu Sjællandu, od kterého je oddělen vodami úžiny Hølen mezi Kalvehave a ostrovem Nyord na severním konci Møn. Dále na jihu je Stege Bay. V nejužším místě mezi dvěma ostrovy jsou vody označovány jako vlčí úžina (Ulvsund), což je primární úžina oddělující Møn od Sjællandu.
Na jihozápad je Stubbekøbing na ostrově Falster, který je od Møn oddělen Grønsundem (Green Strait).

## Dopravní spojení
Møn je spojen s Sjællanden ve městě Kalvehave mostem královny Alexandriny. Most byl otevřen pro provoz 30. května 1943 a je pojmenován po královně Alexandrině, choti krále Kristiána X. Most je dlouhý 746 metrů a je považován za jeden z nejatraktivnějších dánských mostů.
V jihozápadním rohu se Møn odpojí hrází na ostrov Bogø. Z Bogø se další hráz spojuje s malým ostrovem Farø, který funguje jako středový bod pro mosty Farø nesoucí dálnici mezi Sjællandem a Falsterem. Most North Farø má rozpětí 1,5 km, jižní most je rozpětí 1,7 km s 290 metrů dlouhým středním rozpětím pro přepravu. Středové rozpětí je podporováno kabely ze dvou 95 metrů stožárů, které zvyšují most 26 metrů (85 ft) nad hladinou moře. Most byl dokončen v roce 1984 a je součástí Euroroute E47 z Kodaně (a Helsingborgu) do Lübecku (a odtud Hamburku a jihu).

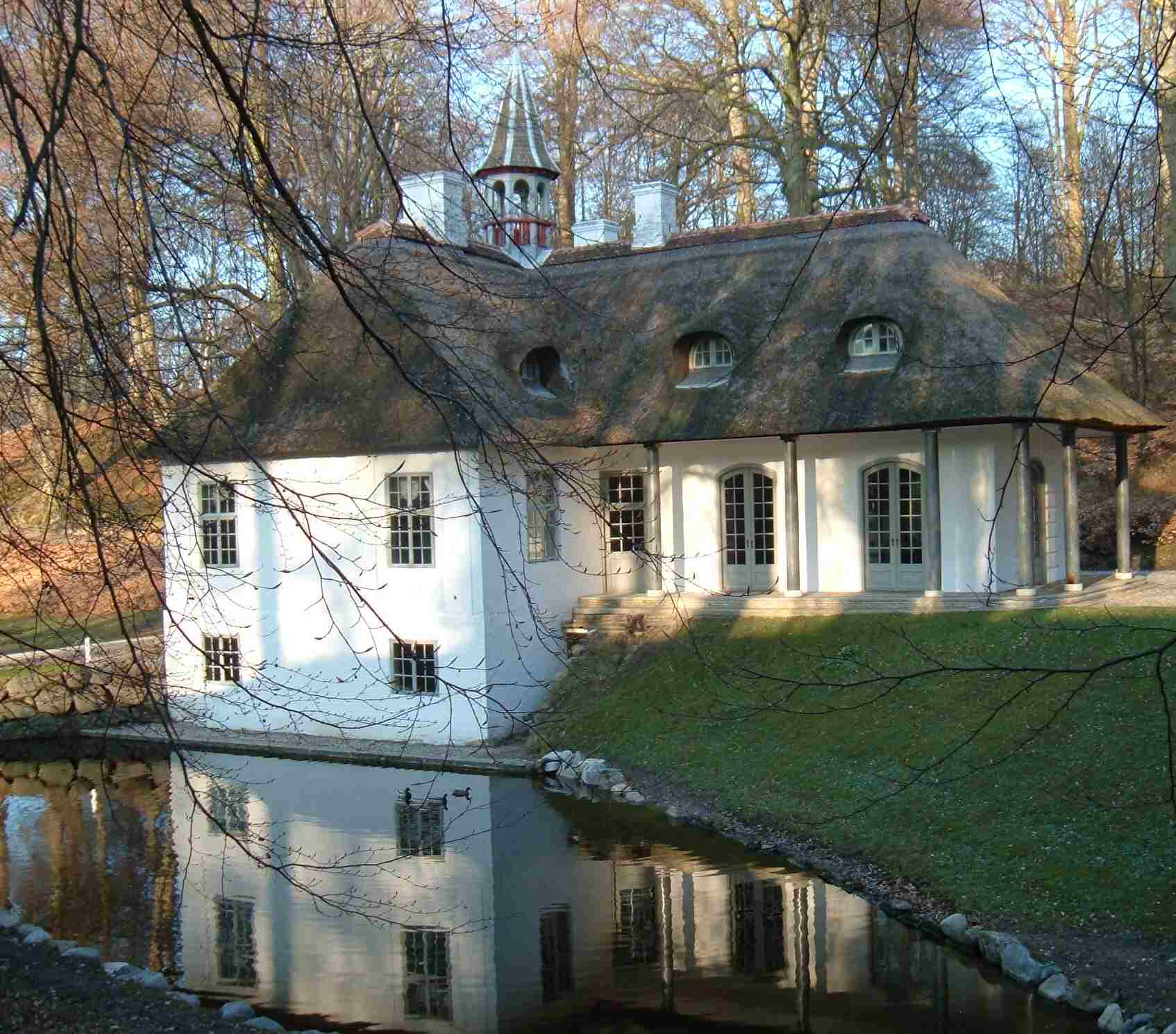
Liseundlake

## Infrastruktura
Møn je známá svým přírodním prostředím, písečnými plážemi, freskami zdobenými kostely, hroby a pomníky z doby kamenné a doby bronzové a Møns Klint („Bílé útesy Møn“), nejoblíbenější atrakcí ostrova. 